# Voulême
Voulême är en kommun i departementet Vienne i regionen Nouvelle-Aquitaine i västra Frankrike. Kommunen ligger i kantonen Civray som tillhör arrondissementet Montmorillon. År 2022 hade Voulême 394 invånare.

## Befolkningsutveckling
Antalet invånare i kommunen Voulême
| Referens: INSEE |